# Haale
Haale est une municipalité allemande située dans le land du Schleswig-Holstein et dans l'arrondissement de Rendsburg-Eckernförde.

## Personnalités liées à la ville
- Jürgen Kröger (1856-1928), architecte né à Haale.